# Foreste costiere dell'Africa orientale
Le foreste costiere dell'Africa orientale sono una ecoregione globale che fa parte della lista Global 200 delle ecoregioni prioritarie per la conservazione definita dal WWF. Appartiene al bioma delle foreste pluviali di latifoglie tropicali e subtropicali della regione afrotropicale.
La regione si estende per circa 112.000 km² lungo la costa dell'Africa Orientale fra la Somalia meridionale ed il Mozambico, attraverso il Kenya e la Tanzania, compreso l'arcipelago di Zanzibar, con delle piccolissime aree in Malawi, Zimbabwe. La regione è considerata in pericolo critico.
La regione è inserita fra gli hotspot di biodiversità.
Nella regione si trovano diversi parchi, fra cui il Parco nazionale di Arabuko Sokoke in Kenya.

## Ecoregioni

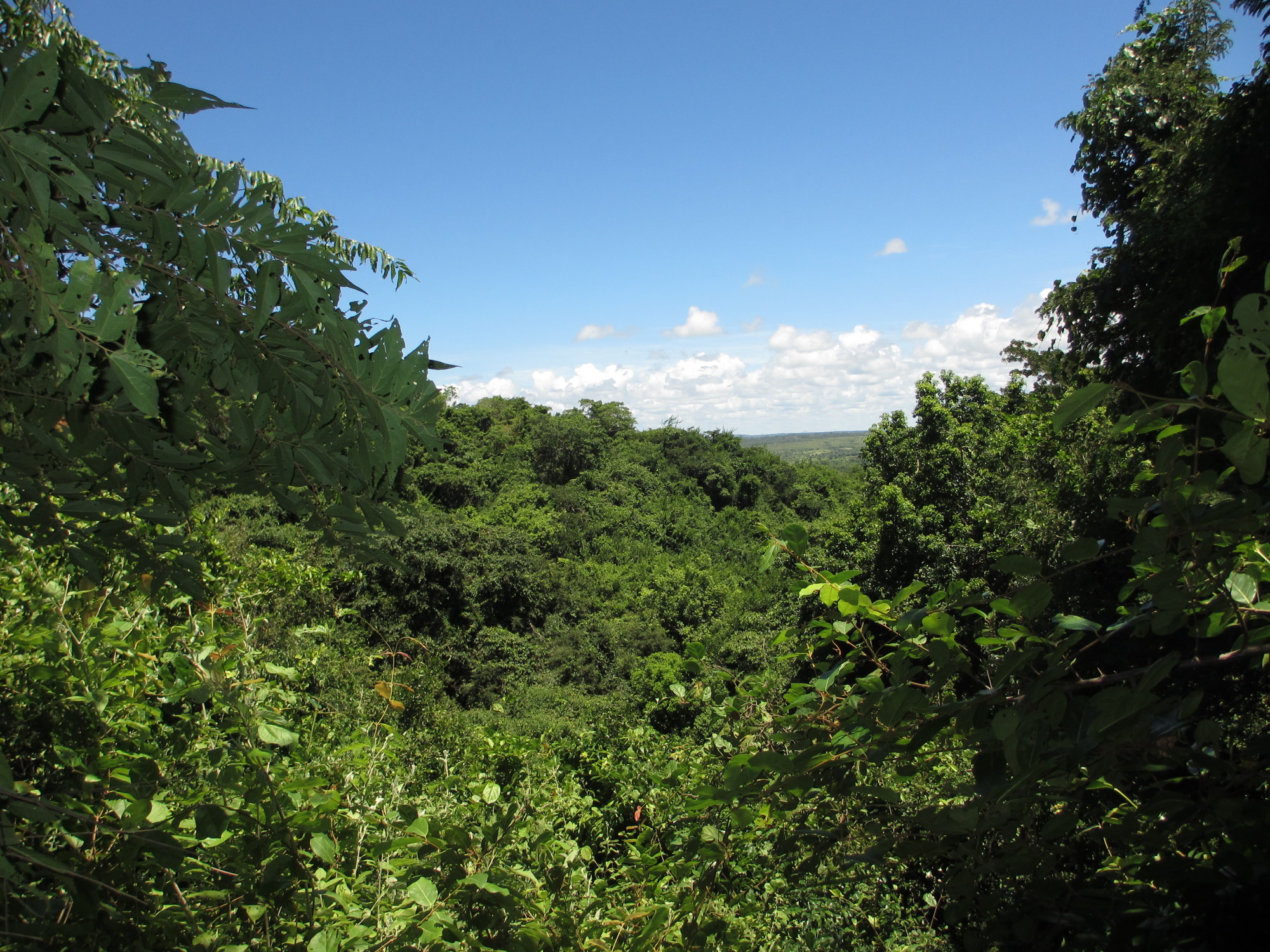
Paesaggio boscoso nei pressi di Pemba, Mozambico

Le foreste costiere dell'Africa orientale sono formate da due ecoregioni terrestri:
- AT0125 - Foresta costiera a mosaico di Zanzibar-Inhambane settentrionale
- AT0128 - Foresta costiera a mosaico di Zanzibar-Inhambane meridionale